# Momordica dioica
Momordica dioica är en gurkväxtart som beskrevs av William Roxburgh och Carl Ludwig von Willdenow. Momordica dioica ingår i släktet Momordica och familjen gurkväxter. Inga underarter finns listade i Catalogue of Life.

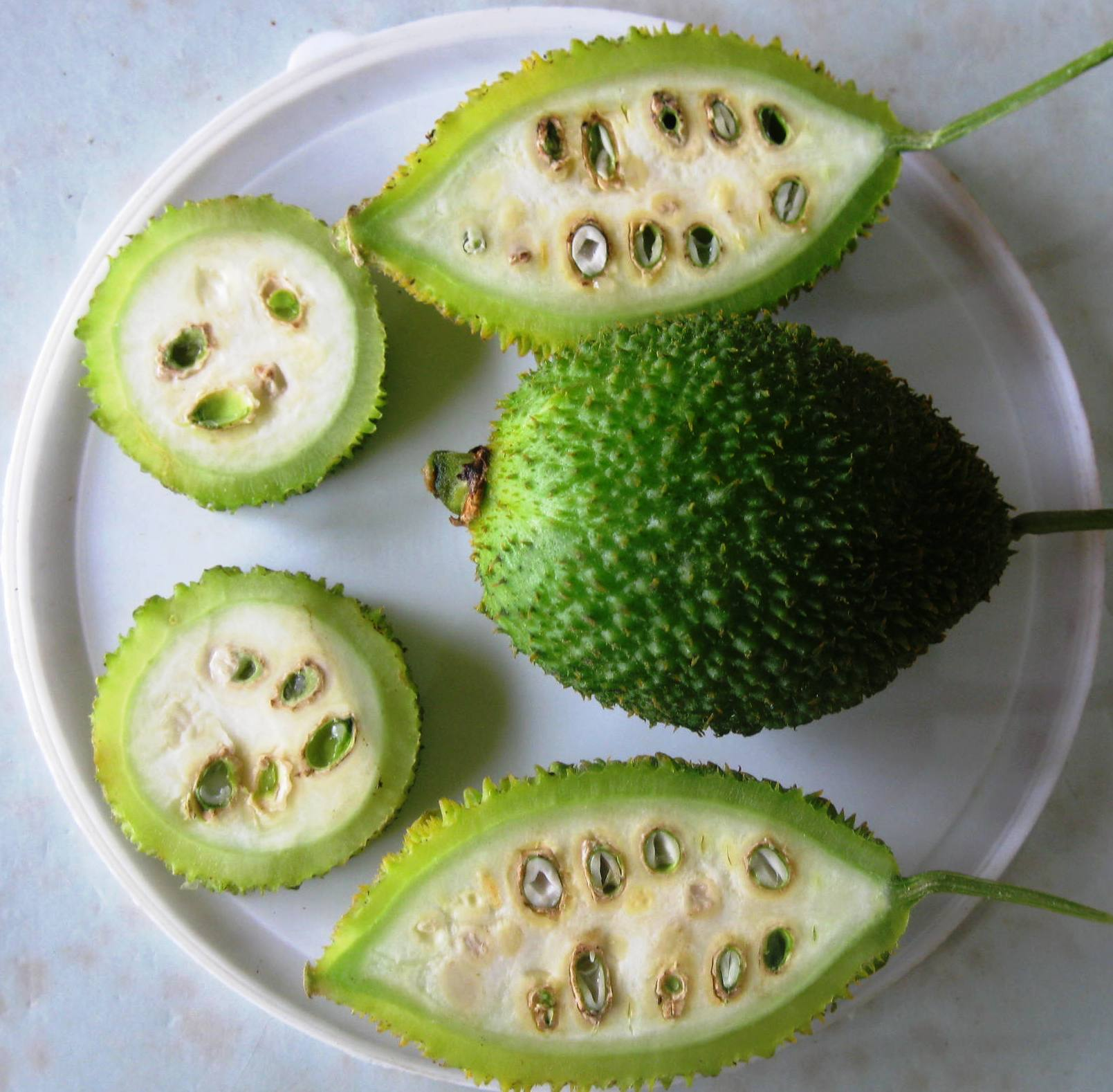
En full Momordica dioica med två halverade och två tvärsnitt.

## Bildgalleri

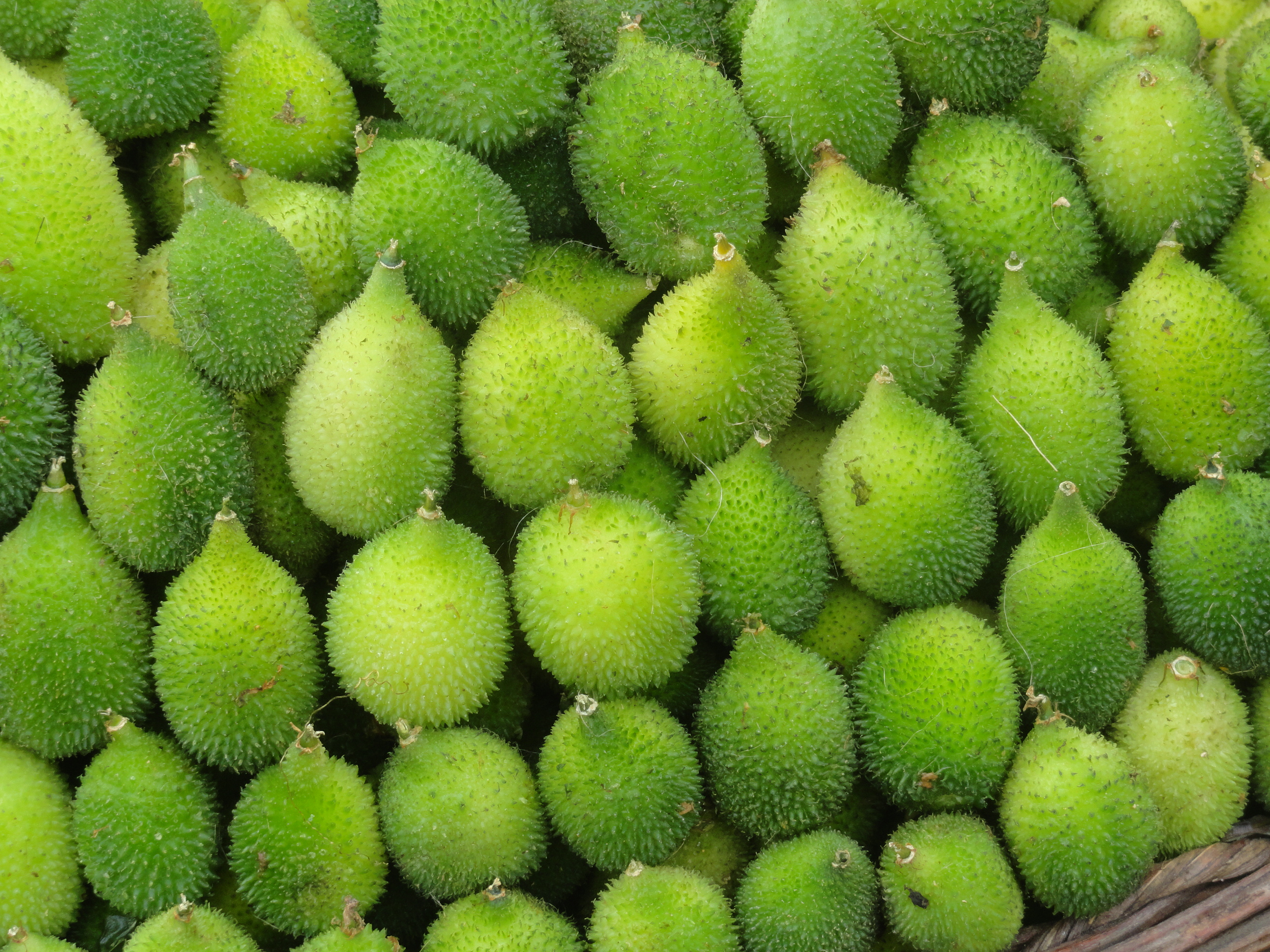
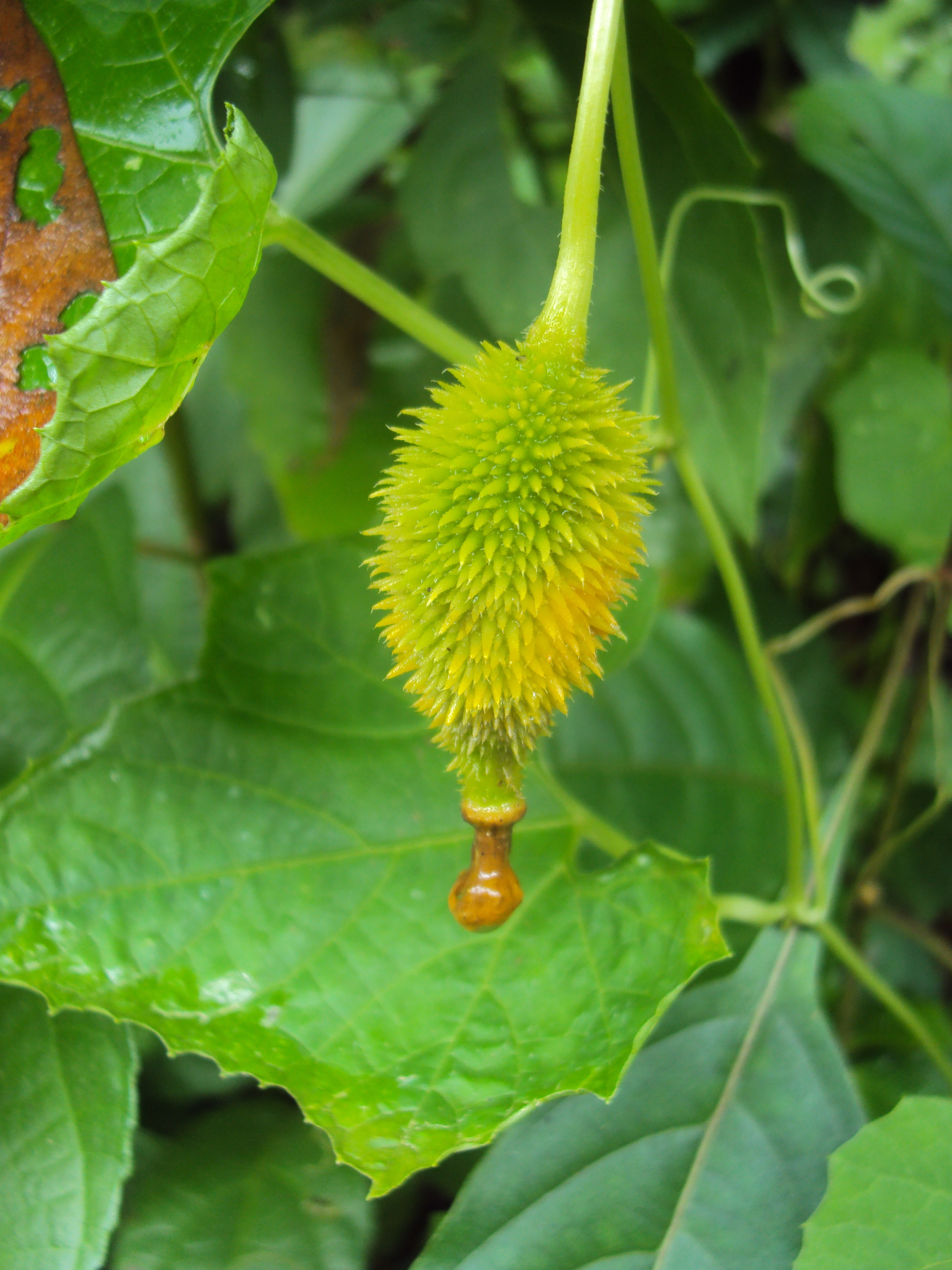
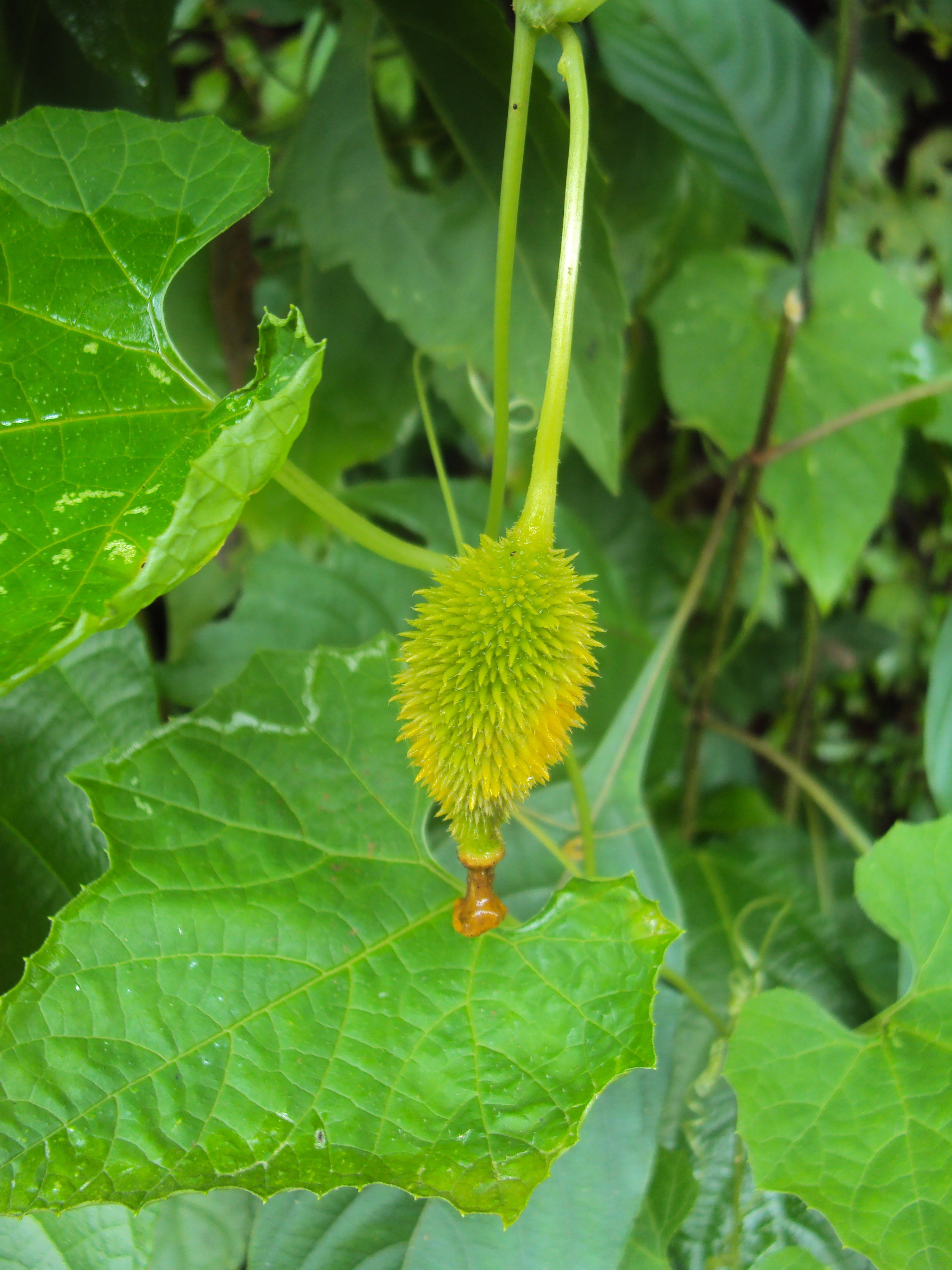
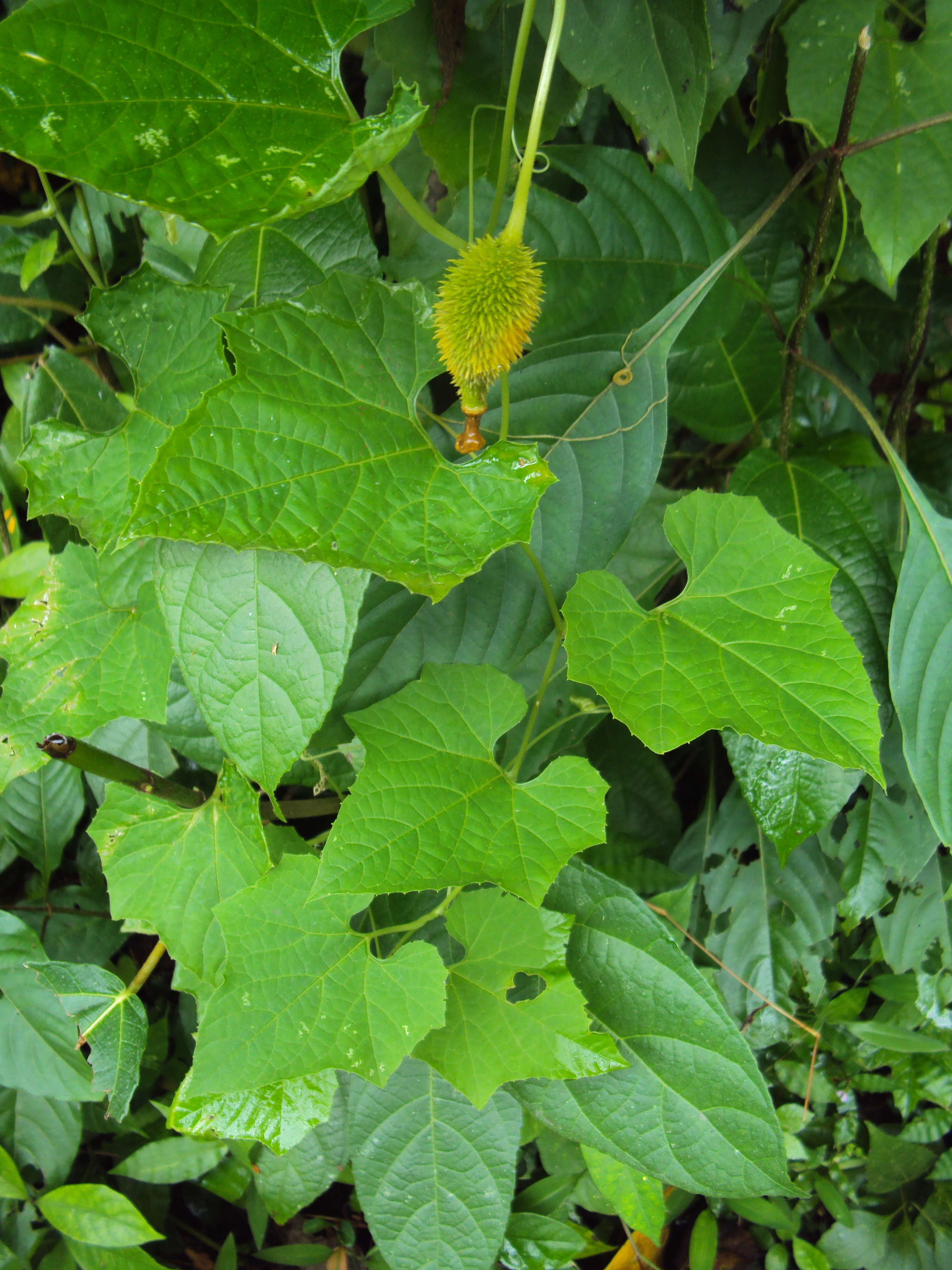